# 690 (tal)
690 är det naturliga heltal som följer 689 och följs av 691.

## Matematiska egenskaper
- 690 är ett jämnt tal.
- 690 är ett sammansatt tal.
- 690 är ett ymnigt tal.
- 690 är ett semiperfekt tal.
- 690 är ett praktiskt tal.
- 690 är ett Harshadtal.
- 690 är ett Polygontal.
- 690 är ett Ulamtal.

## Inom vetenskapen
- 690 Wratislavia, en asteroid.